# اشپیتز آلمانی (میتل)
اشپیتز آلمانی (میتل) (به انگلیسی: German Spitz (Mittel))، نام یکی از نژادهای سگ است که خاستگاه آن به آلمان بازمی‌گردد.